# Edmund Caldwell

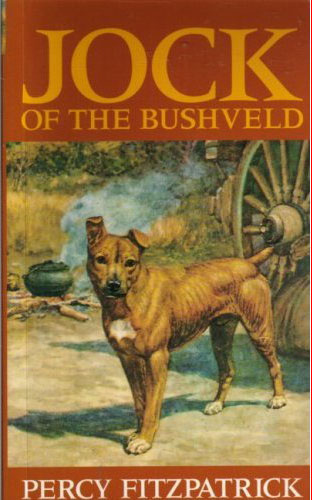
Einband von Jock of the Bushveld (1907), Illustration von Edmund Caldwell

Edmund Caldwell (* 21. Dezember 1852 in Canterbury, Kent; † 28. März 1930 in London) war ein britischer Maler, Illustrator, Bildhauer und Radierer. Er war vor allem für seine Tieraquarelle und Landschaften bekannt, sein Spezialgebiet waren jedoch Haushunde.

## Leben

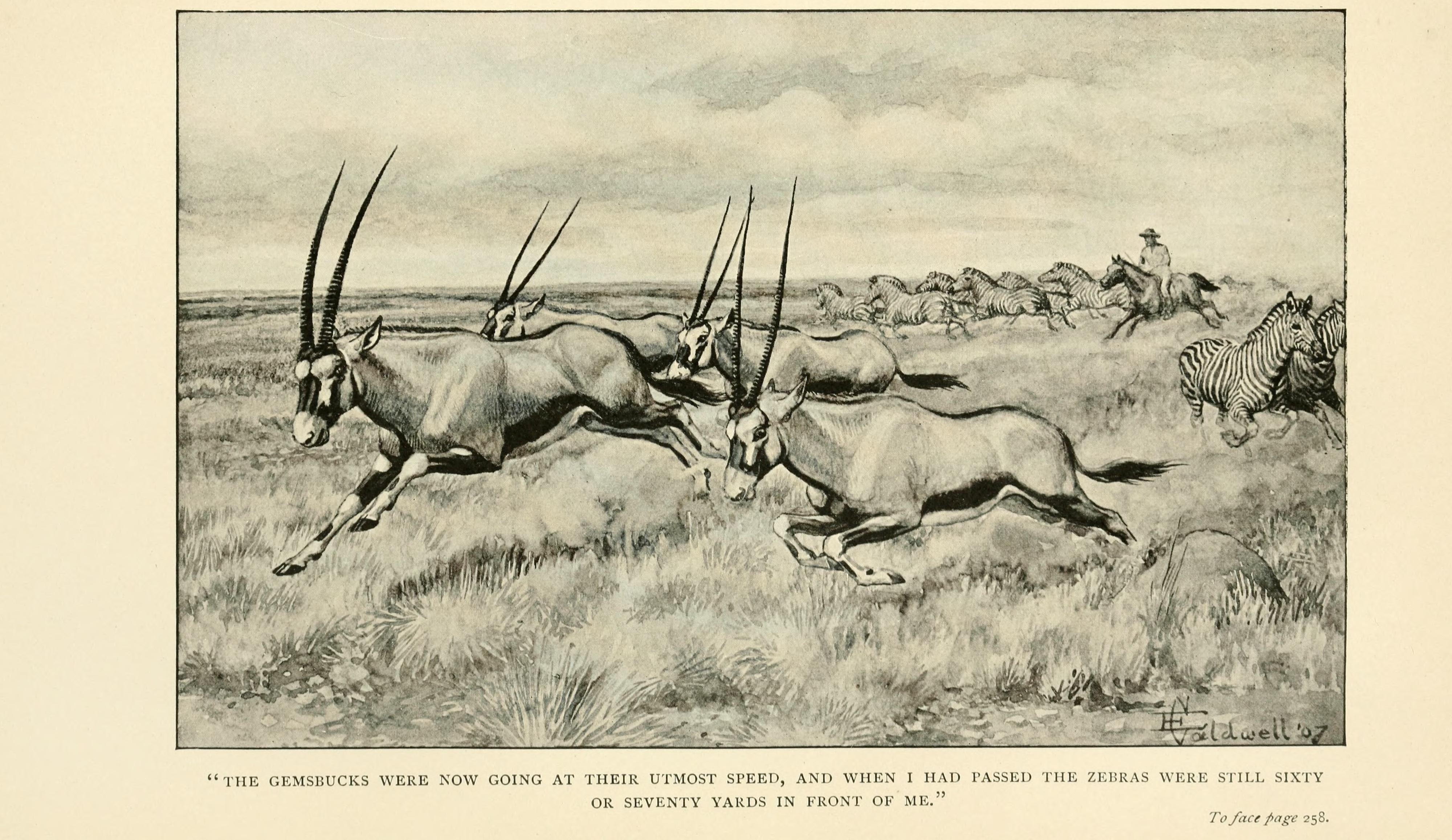
Spießböcke aus African Nature Notes and Reminiscences (1908)

Caldwell war das älteste Kind des Glasmalers Samuel Caldwell und der Bruder der Kinderbuchautorin Mary Tourtel (1874–1948), die vor allem als Schöpferin des Comics Rupert Bär bekannt war. Er studierte Malerei bei Thomas Sidney Cooper und erhielt ein Stipendium für die West London School of Art. Später arbeitete er unter Gustave Boulanger und Jules-Joseph Lefebvre an der Académie Julian in Paris.
Caldwell verbrachte den Großteil seiner Karriere in London, wo er 1880 erstmals an der Royal Academy of Arts ausstellte und dort 1884 einen Preis für sein Gemälde Run to Ground gewann. Er hatte auch Ausstellungen in den Galerien der Suffolk Street sowie in der New Watercolour Society. 1887 arbeitete er in Swanley in Kent, 1890 in Guildford in Surrey sowie von 1902 bis 1925 in Hampstead, London.
Caldwell schuf Illustrationen für eine Reihe von Büchern über Wildtiere, darunter African Nature Notes and Reminiscences (1908) von Frederick Courteney Selous, Animals of Africa (1909) von Henry Anderson Bryden, Lives of the Fur Folk (1910) von Maud Doria Haviland sowie für Jagdbücher wie Hunting Camps in Wood and Wilderness (1910) von Hesketh Hesketh-Prichard oder The Gun at Home and Abroad (1912) von William Robert Ogilvie-Grant. Als Caldwells bekannteste Arbeit gilt jedoch die Illustration für den Kinderroman Jock of the Bushveld des südafrikanischen Autors James Percy FitzPatrick aus dem Jahre 1907, für den er zahlreiche Schwarzweißtafeln und Skizzen anfertigte. Fitzpatrick lud Caldwell nach Südafrika ein, wo er vor Ort in der Wildnis zeichnete. Die William Fehr Collection im Castle of Good Hope in Kapstadt, Südafrika, verfügt über zahlreiche Aquarelle von Caldwell.
Neben Buchillustrationen fertigte Caldwell auch Zeichnungen für Zeitschriften, darunter für Illustrated Sporting and Dramatic News, sowie Skulpturen an.